# 山岸章二
山岸 章二（やまぎし しょうじ、1928年7月19日 - 1979年7月20日）は日本の編集者、写真評論家。妻は写真キュレーターの山岸享子。
1957年に『カメラ毎日』編集部に入り、立木義浩、高梨豊、横須賀功光、深瀬昌久、篠山紀信、森山大道、富山治夫、土田ヒロミ、秋山亮二などを誌面で採り上げた。1971年から1972年に中央公論社から刊行された『映像の現代』シリーズの写真家の選定にも携わった。1974年にはジョン・シャーカフスキーと共にニューヨーク近代美術館で「ニュー・ジャパニーズ・フォトグラフィー」展を企画、開催した。また、アメリカの写真家を紹介する活動にも当たり、ダイアン・アーバス、リチャード・アヴェドン、ピーター・ビアードなどの展覧会も開催した。1976年には編集長となったが、1978年に退職。初老性の鬱病を患い、1979年、事務所で首を吊って自殺した。

## 参考図書
- 「写真編集者 : 山岸章二へのオマージュ」（西井一夫、窓社、2002年）ISBN 4896250389